# シャム王国誌

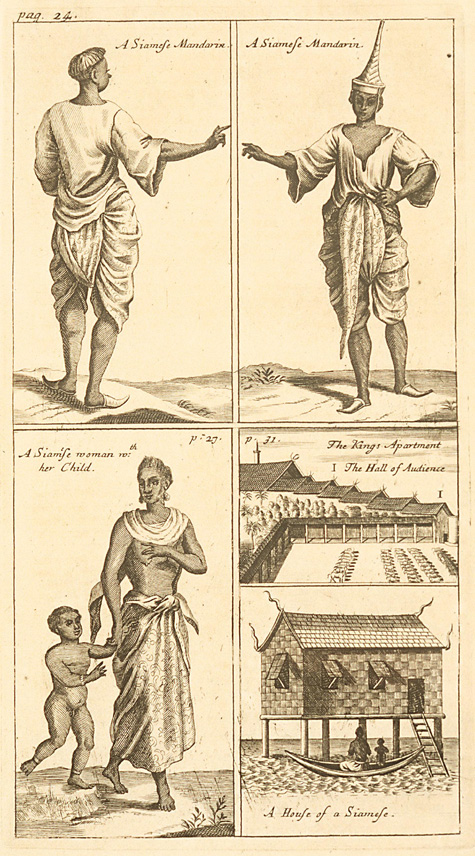
シャム王国誌の押絵

シャム王国誌（シャムおうこくし、Description du Royaume de Siam）はフランスの外交官で、タイ・アユタヤー王朝に渡ったシモン・ド・ラ・ルベールの著作。「シャム」とはタイの旧名である。
ド・ラ・ルベールがタイから帰国した後に、エレミアス・ファン・フリートやフェルナン・メンデス・ピント、ニコラ・ジュルヴェーズなどの著作を参考に自己の経験をも生かして書いたといわれている。
取材の客観性、幅広さなどで優れているとされており、英語訳、タイ語訳があり、17世紀のアユタヤー王朝の必読研究書となっている。

## 文献
- La Loubère, Simon de (1700). Description du Royaume de Siam (Tome Premier ed.). Amsterdam: Henry & la Veuve de Theodore Boon・・・1700年アムステルダム刊行のフランス語版
- La Loubère, Simon de (1693). A New Historical Relation of the Kingdom of Siam. tr. A.P. Gen. R. S.S.. London: F.L.・・・英訳